# Бомонт, Уэнтворт, 1-й виконт Аллендэйл
Уэнтворт Каннинг Блэкетт Бомонт, 1-й виконт Аллендэйл (англ. Wentworth Canning Blackett Beaumont, 1st Viscount Allendale; 2 декабря 1860 — 12 декабря 1923) — британский пэр и либеральный политик. Он был известен как Достопочтенный Уэнтворт Бомонт в 1906—1907 годах.

## Происхождение и образование
Родился 2 декабря 1860 года в Байвелл-Холле, Нортумберленд. Старший сын Уэнтворта Бомонта, 1-го барона Аллендэйла (1829—1907), от его первой жены леди Маргарет Энн де Бург (1831—1888), дочери Улика де Бурга, 1-го маркиза Кланрикарда, и его жены Харриет Каннинг, дочери Джорджа Каннинга. Он был крещен 8 марта 1861 года в Лондоне. Он учился в Итонском колледже и окончил Тринити-колледж в Кембридже, получив степень бакалавра искусств в 1884 году и степень магистра искусств в 1888 году.

## Политическая карьера
Уэнтворт Бомонт заседал в Палате общин Великобритании от Хексема в 1895—1907 годах, а также занимал пост вице-камергера двора в правительстве сэра Генри Кэмбелла-Баннермана в 1905—1907 годах.
13 февраля 1907 года после смерти своего отца Уэнтворт Бомонт унаследовал титул 2-го барона Аллендэйла из Аллендэйла и Хексема в графстве Нортумберленд, став членом Палаты лордов.
Лорд Аллендэйл занимал должность капитана йоменской гвардии в 1907—1911 годах, член Тайного совета Великобритании с мая 1907 года.
5 июля 1911 года для него был создан титул виконта Аллендэйла из Аллендэйла и Хексема в графстве Нортумберленд. Он занимал пост лорда в ожидании в правительстве Герберта Асквита в 1911—1916 годах. Уэнтворт Бомонт занимал посты мирового судьи и заместителя лейтенанта Нортумберленда.

## Семья
12 ноября 1889 года лорд Аллендейл женился на леди Александрине Вейн-Темпест (8 ноября 1863 — 31 июля 1945), дочери Джорджа Вейн-Темпеста, 5-го маркиза Лондондерри, и Мэри Корнелии Эдвардс. У супругов было шестеро детей:
- Уэнтворт Генри Каннинг Бомонт, 2-й виконт Аллендейл (6 августа 1890 — 16 декабря 1956), старший сын и преемник отца.
- Достопочтенная Маргарет Хелен Бомонт (13 ноября 1892 — 10 июня 1958), в 1917 году она вышла замуж за Хью Фортескью, 5-го графа Фортескью, от брака с которым у неё было четверо детей.
- Достопочтенная Алин Мэри де Бург Бомонт (23 апреля 1895 — 15 апреля 1967), в 1925—1939 годах она была замужем за Джеффри Ричардом Перселлом-Гилпином, от брака с котоырм у неё было две дочери.
- Диана Бомонт (1896 — 31 января 1897).
- Достопочтенный Ральф Эдвард Блэкетт Бомонт (12 февраля 1901 — 18 сентября 1977), военный и политик. С 1926 года был женат на Хелене Мэри Кристин Рэй, дочери бригадного генерала Сесила Рэя, от брака с которой у него было трое детей.
- Достопочтенная Агата Вайолет Бомонт (26 декабря 1903 — 15 января 1994), в 1933 году она вышла замуж за сэра Джона Виктора Томаса Вулриха Талта Пероуна, от брака с которым у неё было двое детей.

Лорд Аллендейл скончался в Лондоне в декабре 1923 года в возрасте 63 лет и был похоронен на территории Бреттон-холла недалеко от Уэйкфилда.